# Schweizerische Helsinki-Vereinigung
Die Schweizerische Helsinki-Vereinigung für Demokratie, Rechtsstaat und Menschenrechte (SHV) ist eine Menschenrechtsorganisation, die 1986 aus dem aufgelösten Internationalen Helsinki-Verein (IHV, 1977–1986) entstand. Sie wurde eine nationale Mitgliedsorganisation der 1982 gegründeten Internationalen Helsinki-Föderation (Nachfolgeorganisation von IHV), mit dem  Ziel, die Demokratie, Rechtsstaatlichkeit und Menschenrechte in den damaligen Ostblockländern zu beobachten und an deren Verbreitung mitzuwirken. Sie ist heute auf lokaler Ebene von einzelnen Ländern der OSZE-Mitgliedstaaten tätig.

## Tätigkeit und Ziele
Die Tätigkeit der Schweizerischen Helsinki-Vereinigung basiert auf der Schlussakte der Konferenz für Sicherheit und Zusammenarbeit in Europa (KSZE), die am 1. August 1975 in Helsinki unterzeichnet wurde und welche die Achtung von Menschenrechte und Grundfreiheiten als Prinzip der Zusammenarbeit in humanitären Bereichen anerkannte. Ziel ist es von Anfang an die Aufdeckung und Beanstandung von Menschenrechtsverletzungen.
Während des Kalten Krieges forderte die Vereinigung (wie ihr Vorgänger, der Internationale Helsinki-Verein auch) bessere Reise- und Kontaktmöglichkeiten sowie den erleichterten Austausch von Informationen und Ideen über die Blockgrenze (Eiserner Vorhang) hinweg. Sie agierte auch für freiere Arbeitsbedingungen von ausländischen Journalisten in den Ostblockländern und für einen erleichterten kulturellen Austausch. Nach Möglichkeiten schützte sie gefährdete Oppositionelle und unterstützte ihre Menschenrechtsforderungen.
Seit dem Fall der Berliner Mauer und Auflösung der Sowjetunion setzt sich die Schweizerische Helsinki-Vereinigung für den Schutz der Menschenrechte in den ehemaligen Ostblockländern und ihren Nachfolgestaaten in Europa und Zentralasien ein, wo die demokratischen Strukturen nach dem Zusammenbruch des Kommunismus nur teilweise und nicht ohne Rückschläge entstanden. Die Vereinigung analysiert die Menschenrechtssituation in diesen Staaten und fördert dort die Demokratie mit spezifischen Projekten. Sie unterstützt besonders die osteuropäischen Länder beim Aufbau demokratischer Verwaltungsstrukturen. Gleichzeitig wacht sie über die Einhaltung der Menschenrechte auch in ganz Europa.

## Leitung
Präsidium:
- Christoph Lanz (seit 2016)
- Marianne von Grünigen (von 2003 bis 2016)
- Rudolf Friedrich (von 1987 bis 2003)

Vorstand:
- Marie-Ursula Kind, Vizepräsidentin
- Michèle Häfliger
- Fabian Hunold
- Berry Kralj
- Daniel Müller
- Paulina Piotrowska-Motyka
- Franziska Rich
- Nicholas Rüegg
- Hanspeter Spörri
- Rolf Stücheli